# Ibirama
Ibirama is een gemeente in de Braziliaanse deelstaat Santa Catarina. De gemeente telt 17.469 inwoners (schatting 2009).
De plaats ligt aan de rivier de Hercílio.

## Aangrenzende gemeenten
De gemeente grenst aan Apiúna, Ascurra, Benedito Novo, José Boiteux, Lontras, Presidente Getúlio en Rio do Sul.

## Verkeer en vervoer
De plaats ligt aan de wegen BR-470 en SC-340.